# Mapou Yanga-Mbiwa
Mapou Yanga-Mbiwa (født 15. maj 1989) er en fransk fodboldspiller der spiller for franske Lyon. Han har tidligere repræsenteret blandt andet Montpellier, Roma og Newcastle.

## Landshold
Yanga-Mbiwa har (pr marts 2018) spillet fire kampe for det franske landshold.